# Кепрон (Іллінойс)
Кепрон (англ. Capron) — селище (англ. village) в США, в окрузі Бун штату Іллінойс. Населення — 1395 осіб (2020).

## Географія
Кепрон розташований за координатами 42°23′56″ пн. ш. 88°44′19″ зх. д. / 42.39889° пн. ш. 88.73861° зх. д. (42.398777, -88.738656).  За даними Бюро перепису населення США в 2010 році селище мало площу 2,01 км², з яких 2,01 км² — суходіл та 0,00 км² — водойми.

## Демографія
Згідно з переписом 2010 року, у селищі мешкало 1376 осіб у 441 домогосподарстві у складі 343 родин. Густота населення становила 685 осіб/км².  Було 490 помешкань (244/км²).
Расовий склад населення:
| - 80,1 % — білих - 1,1 % — корінних американців - 1,1 % — чорних або афроамериканців - 0,4 % — азіатів - 15,5 % — осіб інших рас |

До двох чи більше рас належало 1,8 %. Частка іспаномовних становила 30,9 % від усіх жителів.
За віковим діапазоном населення розподілялося таким чином: 31,8 % — особи молодші 18 років, 59,5 % — особи у віці 18—64 років, 8,7 % — особи у віці 65 років та старші. Медіана віку мешканця становила 33,1 року. На 100 осіб жіночої статі у селищі припадало 103,6 чоловіків;  на 100 жінок у віці від 18 років та старших — 101,3 чоловіків також старших 18 років.
Середній дохід на одне домашнє господарство  становив 62 841 долар США (медіана — 52 700), а середній дохід на одну сім'ю — 58 797 доларів (медіана — 53 950). Медіана доходів становила 32 727 доларів для чоловіків та 25 652 долари для жінок. За межею бідності перебувало 20,0 % осіб, у тому числі 32,0 % дітей у віці до 18 років та 11,4 % осіб у віці 65 років та старших.
Цивільне працевлаштоване населення становило 837 осіб. Основні галузі зайнятості: виробництво — 43,6 %, науковці, спеціалісти, менеджери — 9,2 %, освіта, охорона здоров'я та соціальна допомога — 8,2 %, будівництво — 8,0 %.